# Anne Guérin
Pour les articles homonymes, voir Guérin.
Anne Guérin, née le 22 août 1936 à Paris (France) et morte dans la nuit du 29 au 30 septembre 2017 à Montrouge, est une militante, journaliste, sociologue et traductrice française.

## Biographie
Anne Guérin est née le 22 août 1936. Elle est la fille de Maria Fortwangler, militante communiste autrichienne,, et Daniel Guérin, historien et militant libertaire. Pendant l'occupation, la famille s'installe à Montfort-l'Amaury. Après-guerre, Anne Guérin et sa mère Maria Fortwangler rejoignent la grand-mère maternelle psychanalyste installée à New-York. Anne Guérin y reçoit une éducation progressiste dans une école avec des techniques pédagogiques proches de celles diffusées par Célestin Freinet. Elle poursuit sa scolarité à Swarthmore College, en Pennsylvanie. Au cours d'une mission humanitaire chez des amérindiens du Mexique, elle prend conscience de l'égale dignité de tous les êtres humains.
Rentrée en France à 20 ans, elle devient journaliste et traductrice. Elle retrouve son père qui accueille comme un mécène artistes et intellectuels. Elle intègre la jeune rédaction de L'Express, aux côtés de Françoise Giroud. Elle signe à 24 ans le Manifeste des 121, une déclaration de soutien à l'indépendance de l'Algérie. Elle traduit Eichmann à Jérusalem de Hannah Arendt en 1963 et l’autobiographie de Malcolm X en 1966.
En 1964, elle travaille à Alger à la revue Révolution africaine. En 1967, elle travaille à Tunis pour Faiza. En 1968, elle est à Paris. En 1969, elle obtient un doctorat de sociologie. Elle s'installe à Tunis et épouse Ahmed Henni, un économiste algérien, en 1969.
En 1980, après de longues enquêtes de terrain auprès des riverains et ouvriers d'usines polluantes et de militants écologistes, elle publie Les pollueurs. Dans cet essai, elle décrit les conséquences sociales et environnementales de certains sites industriels.
Elle collabore avec l'équipe de l'anthropologue Bernard Paillard, sur le SIDA. Elle devient par la suite militante, au sein l’association Act Up-Paris et à l'Observatoire international des prisons (OIP), puis en faveur de l'aide au suicide.